# Великоніг сірощокий
Великоніг сірощокий (Aepypodius arfakianus) — вид куроподібних птахів родини великоногових (Megapodiidae).

## Поширення
Вид поширений в Новій Гвінеї. Трапляється в горах Центрального хребта, на півострові Чендравасіх (Арфацькі гори), на островах Місоол і Япен. Живе у тропічних і субтропічних дощових лісах.

## Опис
Птах завдовжки до 42 см, вагою 13,-1,5 кг. Оперення чорного забарвлення, лише хвіст темно-коричневий. Голова лиса, сірого кольору.

## Підвиди
- A. a. misoliensis (Ripley, 1957)
- A. a. arfakianus (Salvadori, 1877)